# Blutturm (Neuss)

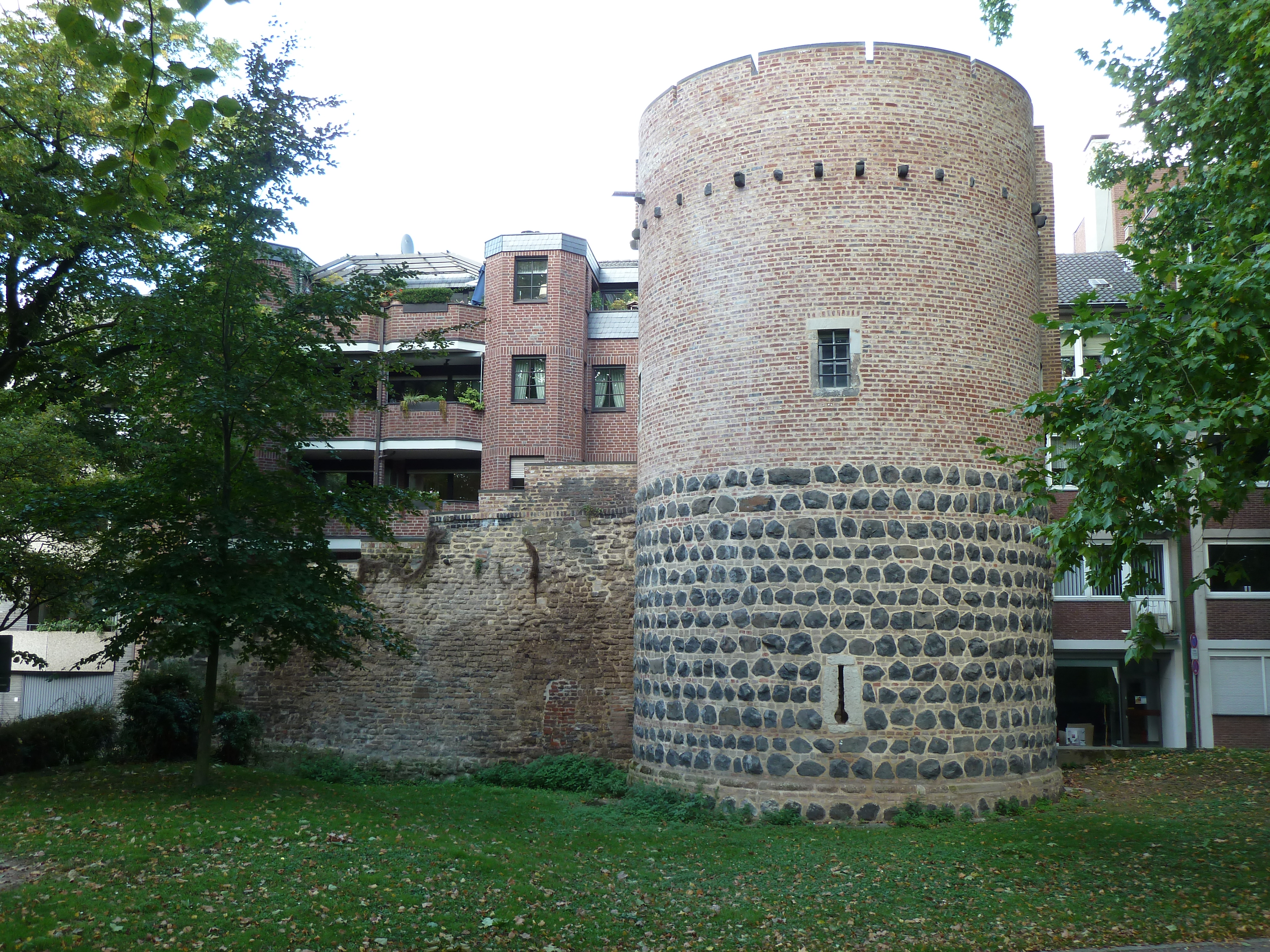
Außenseite

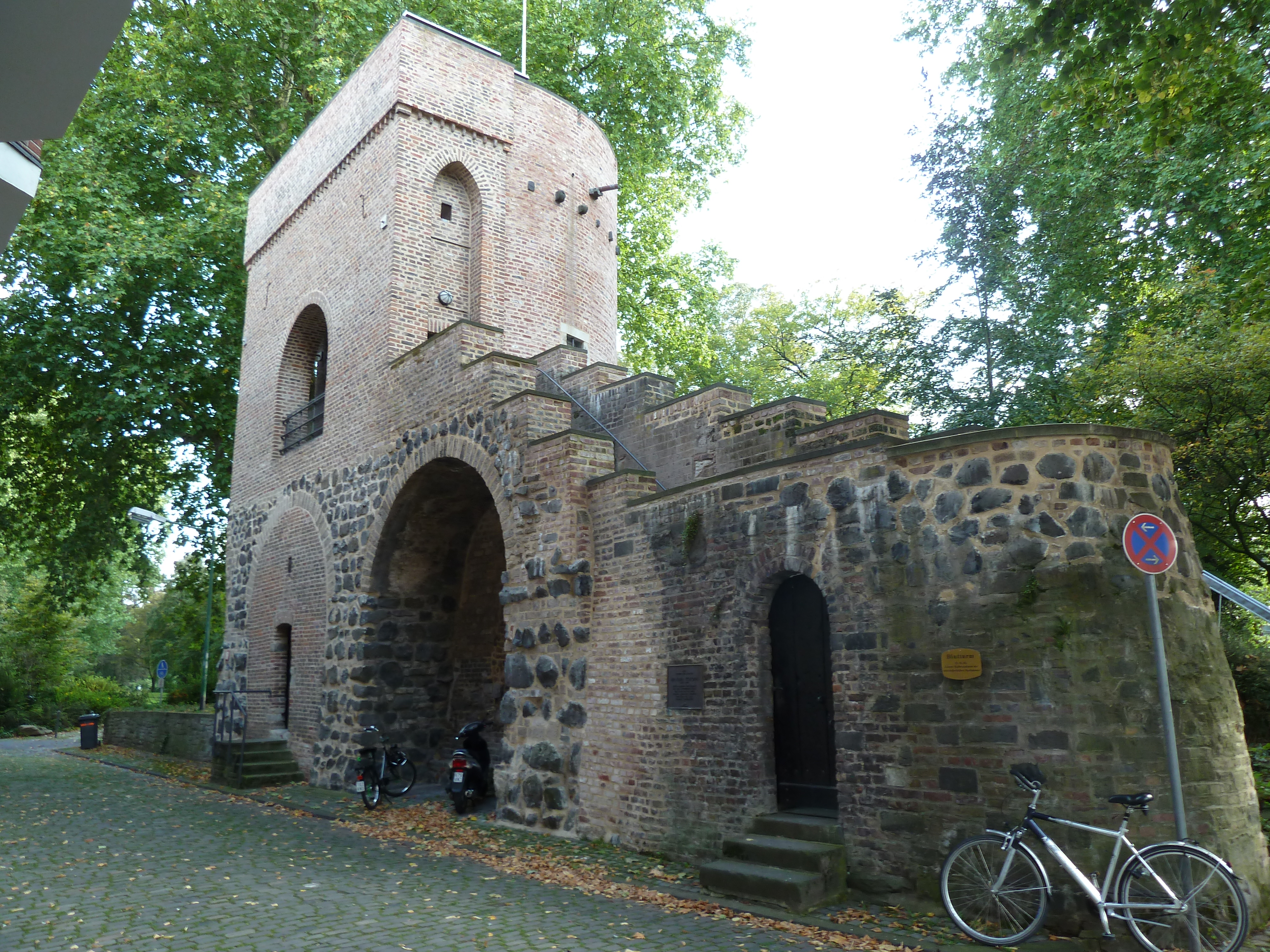
Innenseite

Der Blutturm ist ein Wehrturm in Form eines Halbrundturms nahe dem Obertor und dem Neuen Stadtgarten in Neuss. Er stammt aus dem 13. Jahrhundert.
Seit dem 4. April 1985 ist er als Baudenkmal in die Denkmalliste der Stadt Neuss eingetragen.